# Гаро (мова)
Гаро, або ґаро (англ. Garo, Garrow) — мова народу гаро, поширена на заході індійського штату Мегхалая (регіон Гори Гаро), а також у районах штату Ассам і Бангладеш, які безпосередньо межують із цим регіоном. В межах Асаму гаро населяють округи Гоалпара (англ. Goalpara), Камруп (англ. Kamrup) та деякі інші. В Бангладеш вони живуть на півночі країни, біля кордону з Індією, на південь від Гір Гаро — це округи Джамалпур (англ. Jamalpur), Міменсінгх (англ. Mymensing) і Нетрокона (англ. Netrokona), в дивізіоні Міменсінгх.
Чисельність носіїв мови гаро в Індії, за переписом 2001 р., становила 889 479 осіб, у тому числі 728 424 особи у штаті Мегхалая, 144 767 осіб у штаті Ассам, ще 11 312 осіб у штаті Трипура, решта 4 976 осіб в інших штатах. В межах Бангладеш мовою гаро говорить близько 120 тис. осіб (2005).
Власна назва: ачик (A'chik), але на території Бангладеш зазвичай використовується інший термін — манде (Mande, Mandi).
Мова гаро належить до групи бодо-коч з числа тибето-бірманських мов. Вона є дуже близькою до мов бодо та димаса, поширених на території індійського штату Асам. Мови гаро, мегам, бодо, дімаса, качарі, кокборок (трипурі), тіва (лалунг) об'єднуються під назвою бодо-гаро.

## Фонетика
В плані фонології мова гаро має 6 голосних (i, ɯ, u, e, a, o) і 20 приголосних (p, pʰ, t, tʰ, k, kʰ, ʔ, b, d, g, tʃ, dʒ, s, h, m, n, ŋ, l, r, w) звуків. Є ще 2 дифтонги: ai і au.
Приголосні звуки поділяються на губні (лабіальні), ясенні (альвеолярні) та задньоязикові. Кожна з цих груп має глухі, дзвінкі та носові (назальні) звуки. Плавний r в гаро є одноударним звуком. Середньопіднебінні (палатальні) та гортанні звуки представлені в обмеженій кількості.
Більшість приголосних (але не всі) можуть стояти на початку складу, але лише невеликий набір їх допускається на його кінці. Дозволеними кінцевими приголосними є три глухі проривні (p, t, k), три назальні (m, n, ŋ), l і гортанний проривний ʔ. Тільки m і n можуть з'являтися на початковій і кінцевій позиції одночасно. Глухі проривні аспіруються на початку складу, але на кінці лишаються неаспірованими. Гортанний проривний може бути лише в кінці складу (але не на кінці слова), часто в поєднанні з назальним звуком або з l. Велярний (м'якопіднебінний) носовий ŋ може стояти лише на кінці складу. Звук r зустрічається тільки на початку складу, а l — тільки на кінці.
Не відміну від багатьох сино-тибетських мов, мова гаро не має тонів, але за структурою складу нагадує тональні мови Східної або Південно-Східної Азії.

## Морфологія
Мова гаро є аглюнативною, суфіксальне словотворення є звичайним явищем як для іменників, так і для дієслів. Іменники, займенники, дієслівні основи й класифікатори шляхом приєднання інших морфем беруть участь у словотворенні.
Межі складів у вимові є різкими, за винятком запозичених слів, яких є дуже багато. 90% морфем складаються з одного складу, але зустрічаються й двоскладові морфеми, навіть серед рідних слів.
Багато іменників складаються лише з односкладових морфем, але є також двоскладові й трискладові, а також двоморфемні й триморфемні. Більшість складних іменників утворені шляхом з'єднання, причому деякі з цих складових окремо не використовуються.
Мова гаро відрізняється наявністю великої кількості класифікаторів. Перед іменником часто стоїть класифікатор, який вказує на його характер. Наприклад, склад-класифікатор do'- зустрічається в назвах птахів, склад-класифікатор bi- — у назвах рослин і т. д. До іменників можуть додаватись суфікси, які вказують на відмінок і число. У мові гаро існує 6 відмінків: називний, знахідний, давальний, родовий, місцевий, орудний. Множина позначається суфіксом -rang (-dang, -drang), однина — суфіксом -sa. Конкретне число позначається відповідним класифікатором, а коли точна кількість невідома, використовується класифікатор -ge.
Займенники бувають особові й вказівні.
Прикметників мало, їх роль можуть виконувати номіналізовані за допомогою суфіксу дієслова. Зазвичай прикметник стоїть після іменника, до якого він відноситься. Узгодження форми прикметника з певною формою іменника не існує.
Найпростіша форма дієслова утворюється з кореня і часового суфіксу, але може бути водночас декілька афіксів, що стоять у різній позиції, у тому числі до і після часового суфіксу. Суфікс -a вказує на теперішній час, суфікс -a-ha — на мінулий час, суфікс -jok — на завершений стан, суфікс -gen— на майбутній час з позитивним очікуванням, суфікс -wa — на майбутній час з негативним очікуванням, суфікс -gin-ok/-na-jok — на найближче майбутнє. Дієслово має 2 способи: дійсний (індикатив) і наказовий (імператив). Дієслова в мові гаро не узгоджуються із об'єктом або суб'єктом.
Мова гаро має також великий клас прислівників, багато з яких можуть подвоюватись або частково подвоюватись без приєднання суфіксів. Багато прислівників утворені від дієслів.

## Синтаксис
Як і в більшості тибето-бірманських мов, порядок слів у реченні в мові гаро визначається за схемою підмет-додаток-присудок (англ. subject–object–verb, SOV). Існують складні речення, побудовані з двох або більше простих.
Дієслово майже завжди стоїть на кінці речення. Що стосується іменників, то їх порядок у складі фрази є досить вільним. Класифікатори з числами зазвичай ідуть після іменника, але можуть стояти й перед ним. Широко використовуються сполучники.

## Зовнішні впливи
Із зовнішніх впливів найбільш сильним є вплив з боку бенгальської та англійської мов. Це помітно у великій кількості запозичень з цих двох мов. Освічені гаро в своєму повсякденному спілкуванні вільно вживають без змін бенгальські або англійські слова.
Гаро, що живуть на північних, західних і південних кордонах своєї етнічної території, часто вільно говорять бенгальською або асамською мовою; обидві ці близькі між собою мови вони називають однаково бенгальською.  У Бангладеш практично всі дорослі гаро знають бенгальську, а багато з них вільно володіє цією мовою. Тиск на мову гаро з боку бенгальської в Бангладеш є дуже сильним, адже остання є тут єдиною мовою освіти, домінує в економічному й громадському житті. Вплив з боку бенгальської мови відчувається навіть у найвіддаленіших районах Гір Гаро на території Індії.
У штаті Мегхалая бенгальська мова не має офіційного статусу, й тому її вплив тут є значно слабшим, ніж у Бангладеш. Натомість значно сильніше у Горах Гаро відчувається вплив з боку англійської мови. Навчання мовою гаро припиняється тут після початкової школи, надалі використовується англійська.

## Діалекти
Два основних діалекти мови гаро — абенг (A'beng, Am'beng, A'bengya) та ачик (A'chik, A'chick). Перший поширений на заході Гір Гаро, другий у більшості інших регіонів області. На території Бангладеш переважає діалект абенг, там він відомий під назвою манде (Mande, Mandi). Ці два діалекти доволі сильно відрізняються між собою, але загалом їх носії можуть зрозуміти один одного. Діалект абенг є більш однорідним, хоча говірки в окремих селах можуть мати певні характерні риси. Діалект ачик, навпаки, є розчленованим. Він поділяється на говірки, які зазвичай вважаються окремими діалектами: матчі (Matchi), дуал (Dual), чисак (Chisak), аве (A'we, Akawe).
Діалекти матчі та дуал поширені у верхній течії річки Сімсанг (Simsang, Someswari) в центральній частині Гір Гаро. Діалект чисак використовується населенням північної частини регіону, а діалект аве (буквально «рівнинний») ще далі на півночі. Ці два діалекти є близькими між собою. Їх носії склали також основне населення містечка Тура, адміністративного центру Гір Гаро, яке розташоване серед сіл, населених абенг.
Діалекти ачик та абенг певною мірою протистоять один одному. Більш розвинений діалект ачик вважається престижним і займає домінуючу позицію, часто під цим терміном об'єднують усі діалекти гаро. Натомість абенг сприймається як сільський діалект, що є іноді предметом глузувань над його носіями з боку решти гаро.
Ще в мові гаро виділяють декілька менших діалектів: матабенг (Matabeng, Matjanchi), брак (Brak), ганчинг (Ganching, Gara-Ganching), чибок (Chibok), камруп (Kamrup), дакка (Dacca). Діалект матабенг поширений між діалектами абенг і матчі, він займає проміжне місце між абенг і ачик, але стоїть ближче до абенг. Діалект брак має багато запозичень з діалекту абенг, не в останню чергу через мішані шлюби між їх носіями. Діалект чибок використовується у верхній частині долини Бхугі (Bhugi), по обидва боки кордону між Індією та Бангладеш. Дві дуже близькі між собою говірки гара (Gara) і ганчинг часто об'єднують під назвою гара-ганчинг. Вони поширені вздовж південного кордону штату Мегхалая й виявляють спільні риси з діалектом атонг (A'tong) та мовою коч (Koch), носії яких також живуть у Горах Гаро. Можливо, вони належали до цієї групи мов, але зазнали сильного впливу з боку гаро, й тепер ці говірки мало відрізняються від діалекту ачик.
Часто один діалект поступово переходить в інший.
Іноді серед діалектів гаро значаться ще атонг і руга (Ruga), два невеличкі анклави яких розташовані серед мови гаро. Хоча їх носії й зараховують себе до числа народу гаро, ці діалекти сильно відрізняються й не є зрозумілими для решти гаро. Атонг (aot) і руга (ruh) віділяють як окремі мови у складі підгрупи коч. Окремо виділяється й діалект мегам (Megam, mef), що виявляє багато спільних рис з мовою кхасі.

## Писемність
Писемність для мови гаро була розроблена американськими баптистськими місіонерами в останні десятиліття XIX ст. Базовим став північно-східний діалект аве. У цьому районі на той час було найбільше освічених гаро. Згодом північно-східний діалект де-факто став стандартом для писемної мови гаро.
Спочатку писемність гаро була створена на основі бенгальського письма, але вже на початку XX ст. місіонери провели її латинизацію.
Писемна мова гаро є відносно розвиненою, нею вже протягом багатьох десятиліть у Горах Гаро ведеться початкова освіта. Вийшло друком кілька збірок народних оповідань, з'являються тонкі щотижневі газети, видаються шкільні підручники, словники й релігійна (християнська) література. Письмова мова використовується також у приватному листуванні. Загалом же кількість друкованої літератури мовою гаро залишається незначною, хоча її кількість стрімко зростає, починаючи з середини 1990-х років.
Латинська абетка гаро містить 21 літеру:
| A a | B b | Ch ch | D d    | E e | G g | H h    | I i   | J j  | K k    | L l |
| [a] | [b] | [tʃ]  | [d]    | [e] | [g] | [h]    | [i/ɯ] | [dʒ] | [k/kʰ] | [l] |
| M m | N n | O o   | P p    | R r | S s | T t    | U u   | W w  | '      |     |
| [m] | [n] | [o]   | [p/pʰ] | [r] | [s] | [t/tʰ] | [u]   | [w]  | [ʔ]    |     |

Голосні [i] та [ɯ] на письмі не розрізняються, обидва звуки позначаються літерою i. Якщо склад закінчується на приголосну, крім гортанного зімкнення, вимовляється [ɯ], в решті випадків — [i]. Дифтонг [au] на письмі позначається ao, а носовий велярний [ŋ] — ng.
У Бангладеш для написання мовою гаро зазвичай використовується бенгальське письмо.

## Статус і використання
Мова гаро утримує міцні позиції на заході штату Мегхалая.
1996 року в місті Тура було відкрите університетське містечко в складі Північно-Східного Гірського університету (англ. North Eastern Hill University), що в Шиллонзі. Одним із перших відділень містечка стала кафедра гаро, яка займається викладацькою роботою, дослідженнями мови, літератури, фольклору і культури гаро. Це єдина в світі установа такого напрямку.
2005 року гаро отримала статус офіційної мови в трьох округах штату Мегхалая: Східні Гори Гаро, Західні Гори Гаро та Південні Гори Гаро. В цих округах було введене навчання в початковій школі мовою гаро. В середній школі мовою навчання лишається англійська, гаро вивчається лише як предмет.
Більшість гаро в Бангладеш двомовні, крім рідної мови, вони говорять ще й бенгальською. Бенгальська є тут мовою освіти на всіх її рівнях. Вона є й основною літературною мовою для місцевих гаро. Молодь, що отримала середню освіту, володіє бенгальською краще за своїх батьків, тому кількість гаро, що добре володіє бенгальською мовою, постійно зростає.
Гаро в Бангладеш також визнають статус діалекту ачик як літературної мови, але мало хто тут вільно володіє ним, адже він помітно відрізняється від місцевої розмовної мови. Діалект ачик знають переважно представники старшого покоління. Тому використання літературної мови гаро на території Бангладеш обмежене переважно богослужіннями. Натомість діалект абенг у цій країні розуміють і розмовляють ним усі гаро. Є тут також бажання зробити абенг літературною мовою. Місцеве християнське товариство, з використанням бенгальського письма, записало діалектом абенг Новий Заповіт. Проте про використання абенг як писемної мови поки що не йдеться. Та й самі гаро погано сприймають бенгальське письмо.
Ситуація з мовою гаро на території Бангладеш викликає певне занепокоєння стосовно перспектив її існування. Проте поки вона не значиться серед мов, яким загрожує зникнення. У Бангладеш гаро мають нейтральне або слабко-позитивне ставлення до рідної мови. Вона широко використовується в побуті вдома й на вулиці в селах, вона є першою мовою, якої матері гаро навчають своїх дітей.
Певне поширення серед гаро в Бангладеш має й англійська мова.